# Andrzej Krawczyk
Andrzej Krawczyk (Płońsk, 11 aprile 1976) è un ex discobolo polacco.

## Biografia
Campione europeo juniores nel 1995 nel lancio del disco, tre anni dopo si è laureato campione europeo under 23 sempre nel lancio del disco grazie ad un lancio a 59,54 metri.
Nel 2003 vince l'argento alle Universiadi di Taegu e, due anni dopo raggiunge la finale ai mondiali di Helsinki.
Decimo agli europei di Göteborg del 2006, due anni dopo decide di concludere la sua carriera sportiva.

## Palmarès
| Anno | Manifestazione    | Sede        | Evento           | Risultato | Prestazione | Note |
| ---- | ----------------- | ----------- | ---------------- | --------- | ----------- | ---- |
| 1994 | Mondiali juniores | Lisbona     | Lancio del disco | 4º        | 55,68 m     |      |
| 1995 | Europei juniores  | Nyíregyháza | Lancio del disco | Oro       | 58,22 m     |      |
| 1997 | Europei under 23  | Turku       | Lancio del disco | Oro       | 59,54 m     |      |
| 1999 | Mondiali          | Siviglia    | Lancio del disco | 21º       | 59,48 m     |      |
| 2003 | Universiadi       | Taegu       | Lancio del disco | Argento   | 60,70 m     |      |
| 2005 | Mondiali          | Helsinki    | Lancio del disco | 12º       | 62,71 m     |      |
| 2006 | Europei           | Göteborg    | Lancio del disco | 10º       | 61,56 m     |      |